# Menetou-sur-Nahon
Menetou-sur-Nahon és un municipi francès, situat al departament de l'Indre i a la regió de Centre – Vall del Loira. L'any 2007 tenia 108 habitants.

## Demografia

### Població
El 2007 la població de fet de Menetou-sur-Nahon era de 108 persones. Hi havia 44 famílies, de les quals 11 eren unipersonals (4 homes vivint sols i 7 dones vivint soles), 22 parelles sense fills i 11 parelles amb fills.
La població ha evolucionat segons el següent gràfic:
Habitants censats

### Habitatges
El 2007 hi havia 74 habitatges, 48 eren l'habitatge principal de la família, 23 eren segones residències i 2 estaven desocupats. 73 eren cases i 1 era un apartament. Dels 48 habitatges principals, 39 estaven ocupats pels seus propietaris i 10 estaven llogats i ocupats pels llogaters; 1 tenia dues cambres, 10 en tenien tres, 23 en tenien quatre i 14 en tenien cinc o més. 40 habitatges disposaven pel capbaix d'una plaça de pàrquing. A 22 habitatges hi havia un automòbil i a 25 n'hi havia dos o més.

### Piràmide de població
La piràmide de població per edats i sexe el 2009 era:
| Homes | Edats   | Dones |
| ----- | ------- | ----- |
| 0     | 95 o +  | 0     |
| 0     | 90 a 94 | 0     |
| 0     | 85 a 89 | 0     |
| 0     | 80 a 84 | 0     |
| 0     | 75 a 79 | 0     |
| 0     | 70 a 74 | 0     |
| 8     | 65 a 69 | 4     |
| 12    | 60 a 64 | 12    |
| 4     | 55 a 59 | 4     |
| 0     | 50 a 54 | 0     |
| 12    | 45 a 49 | 4     |
| 4     | 40 a 44 | 12    |
| 0     | 35 a 39 | 4     |
| 0     | 30 a 34 | 0     |
| 8     | 25 a 29 | 4     |
| 0     | 20 a 24 | 4     |
| 8     | 15 a 19 | 4     |
| 0     | 10 a 14 | 8     |
| 4     | 5 a 9   | 0     |
| 8     | 0 a 4   | 0     |

## Economia
El 2007 la població en edat de treballar era de 61 persones, 49 eren actives i 12 eren inactives. De les 49 persones actives 45 estaven ocupades (23 homes i 22 dones) i 4 estaven aturades (2 homes i 2 dones). De les 12 persones inactives 6 estaven jubilades, 2 estaven estudiant i 4 estaven classificades com a «altres inactius».
Activitats econòmiques
Dels 2 establiments que hi havia el 2007, 1 era d'una empresa de construcció i 1 d'una empresa de serveis.
L'únic servei als particulars que hi havia el 2009 era un electricista.
L'any 2000 a Menetou-sur-Nahon hi havia 8 explotacions agrícoles que ocupaven un total de 675 hectàrees.

## Poblacions més properes
El següent diagrama mostra les poblacions més properes.